# Station Lębork
Station Lębork is een spoorwegstation in de Poolse plaats Lębork.